# Radi solar
El radi solar és una unitat de longitud emprada en astronomia i astrofísica per a mesurar comparativament el radi de les estrelles i d'altres objectes astronòmics de grans dimensions. Sovint es designa amb el símbol R☉.
Com en el cas de la massa solar, el Sol serveix com a referència per ser l'estrella més propera a la Terra. Per tant, una unitat de radi solar és igual al radi del Sol, que equival a uns 110 radis terrestres.
{\displaystyle {\begin{matrix}R_{\odot }&=&6,\!960\times 10^{8}\;{\rm {m}}&=&0,\!004\;652\;47\;{\rm {UA}}\end{matrix}}}.
El radi solar fa aproximadament 695.000 quilòmetres.